# Професионален фолклорен ансамбъл „Странджа“
Професионален фолклорен ансамбъл „Странджа“ е фолклорен ансамбъл в град Бургас, България.
Основан е през 1965 година от Стефан Чапкънов, който го ръководи над 40 години, и включва женски хор, инструментален оркестър и смесен танцов състав. Изпълнява главно обработена българска народна музика с репертоар от цялата страна, но най-често от Странджанската фолклорна област.
Ансамбълът е финансиран от община Бургас.